# Liste der Kulturdenkmale in Walferdingen
In der Liste der Kulturdenkmale in Walferdingen sind alle Kulturdenkmale der luxemburgischen Gemeinde Walferdingen aufgeführt (Stand: 30. September 2022).

## Kulturdenkmal nach Ortsteil

### Bereldingen
| Bild     | Bezeichnung | Lage                             | Beschreibung | Stufe | Eingetragen seit |
| -------- | ----------- | -------------------------------- | ------------ | ----- | ---------------- |
| Wohnhaus | Wohnhaus    | 140, route de Luxembourg (Karte) |              | IS    | 9. August 2012   |
| Gebäude  | Gebäude     | 7–9, rue de Steinsel (Karte)     |              | IS    | 3. Juli 2020     |

### Helmsingen
| Bild           | Bezeichnung               | Lage                          | Beschreibung                                                          | Stufe | Eingetragen seit  |
| -------------- | ------------------------- | ----------------------------- | --------------------------------------------------------------------- | ----- | ----------------- |
| Weitere Bilder | Archäologische Fundstätte | Raschpëtzer (Karte)           | römisches Aquädukt, siehe auch (Liste der Kulturdenkmale in Steinsel) | PCN   | 22. November 2019 |
| Weitere Bilder | Schloss Walferdingen      | 28, route de Diekirch (Karte) |                                                                       | IS    | 28. November 1979 |

### Walferdingen
| Bild           | Bezeichnung      | Lage                                         | Beschreibung | Stufe | Eingetragen seit |
| -------------- | ---------------- | -------------------------------------------- | ------------ | ----- | ---------------- |
| Weitere Bilder | „Maison Dufaing“ | 1, rue Josy Welter/place des Martyrs (Karte) |              | PCN   | 29. Januar 2010  |
| Sossenhof      | Sossenhof        | 12 und 12A, rue de la Montagne (Karte)       |              | PCN   | 22. Januar 2021  |

Legende: PCN – Immeubles et objets bénéficiant des effets de classement comme patrimoine culturel national; IS – Immeubles et objets inscrits à l’inventaire supplémentaire

## Quelle
- Liste des immeubles et objets beneficiant d’une protection nationales, Nationales Institut für das gebaute Erbe, Fassung vom 12. September 2022, S. 133 (PDF)

- Karte mit allen Koordinaten:
- OSM |
- WikiMap